# Ovcubärä
Ovcubärä (azerbajdzjanska: Ovcubərə, till 1998 Kulibinka) är en ort i Azerbajdzjan.   Den ligger i distriktet Biläsuvar, i den sydöstra delen av landet, 160 km sydväst om huvudstaden Baku. Antalet invånare är 1 595.
Terrängen runt Ovcubärä är platt. Närmaste större samhälle är distriktshuvudorten Biläsuvar, 12,1 km nordväst om Ovcubärä.
Trakten runt Ovcubärä består till största delen av jordbruksmark. Runt Ovcubärä är det ganska tätbefolkat, med 56 invånare per kvadratkilometer.